# Seznam čeških kozmonavtov
Seznam čeških astronavtov.

## P
- (Oldřich Pelčák)

## R
- Vladimír Remek (prvi človek v Vesolju, ki ni bil ne Američan in ne Sovjet)